# دانيلسفيل
دانيلسفيل (بالإنجليزية: Danielsville, Georgia)‏ هي مدينة تقع في مقاطعة ماديسون، جورجيا بولاية جورجيا في الولايات المتحدة. تبلغ مساحة هذه المدينة 2.9 (كم²)، وترتفع عن سطح البحر 222 م، بلغ عدد سكانها 560 نسمة في عام 2010 حسب إحصاء مكتب تعداد الولايات المتحدة.

## أعلام
- كروفورد لونغ

## وصلات خارجية
- Cities & Counties - Georgia.gov